# セーフティーオレンジ
セーフティーオレンジ（英語: Safety orange）は、ミスティックレッドやダークオレンジに近い色で純色の一種。

## 近似色
- ミスティックレッド
- ダークオレンジ